# Andreas Friedrich Thiele
Andreas Friedrich Thiele (* 13. Januar 1814 in Berlin; † 2. Mai 1875 ebendort), in Publikationen nur unter abgekürzten Vornamen als A. F. Thiele bekannt, war ein deutscher Jurist, Redakteur, Verleger, Druckereibesitzer und Theateragent.

## Leben
Thiele war der Sohn des Andreas Friedrich Thiele (* 19. April 1777 in Ketzin; † 30. April 1828 in Berlin) und der Johanna Friederike Juliane, geb. Lichterfeldt (* 12. Oktober 1779 in Altlandsberg; † 3. Februar 1856 in Berlin).
Über seine Jugend und seinen Werdegang ist wenig bekannt. Möglicherweise begann er nach dem Schulbesuch mit einer juristischen Ausbildung, die er jedoch erst am 27. Juli 1857 mit der Promotion abschloss. Seine Doktorarbeit behandelte das preußische Erbrecht.
Von den 1830ern bis in die 1850er Jahre war Andreas Friedrich Thiele als Gerichts-Aktuar (Protokollant) beim Berliner Stadtgericht beschäftigt. In dieser Eigenschaft wohnte er Verhören bei, die im Zusammenhang mit den über zwei Jahrzehnte währenden Ermittlungen gegen eine kriminelle Bande im Großherzogtum Posen standen. In der Nacht vom 20. auf den 21. Januar 1832 wurden rund 500 Personen überwiegend jüdischer Herkunft verhaftet und in Berlin wegen Diebstahls, Hehlerei, Meineids (bis auf eine Ausnahme nur von Christen begangen) und weiterer Delikte angeklagt. Ein Großteil der Beschuldigten soll geständig gewesen sein. Die gestohlenen Geldbeträge, soweit sie sich erfassen ließen, summierten sich zu ca. 210 000 Reichstalern, die Zahl der Geschädigten belief sich auf 46 öffentliche Kassen und 420 Privatpersonen.

## Prozessdokumentation
Das Aktenmaterial von über 2000 Bänden bearbeitete Thiele, der dabei vom preußischen Justiz- und Innenministerium unterstützt wurde, zu einer zweibändigen Dokumentation, die zunächst nur für den Polizeigebrauch angelegt war. Deren erster Band beginnt mit einer Definition des Begriffs „jüdische Gauner“, was der Verfasser ausdrücklich nicht als religiös-ethnologische Zuschreibung verstanden wissen will. Er zählte vielmehr „auch solche professionirte christliche Spitzbuben“ dazu, „die mit jenen in Verbindung stehen, gemeinsam mit ihnen Verbrechen vollführen und dadurch, was ihren Charakter, ihre Gesellschaftssprache, ihre Gewohnheiten und ihre Diebstahlsmaximen betrifft, gewissermaßen einen jüdischen Anstrich gewinnen“. Es folgte die detaillierte Schilderung der Ermittlungen gegen Moses Lewin Löwenthal, der als Informant weitere Beteiligte denunziert haben soll. Die Erörterung von „Taktik und Eigenthümlichkeiten“ entfaltet eine pauschalisierende, antisemitisch grundierte Darstellung des sogenannten „jüdischen Gaunertums“. Ein bis heute viel beachtetes Kapitel erörtert die Die jüdische Gauner- oder Kochemer-Sprache mit teils wertvollen Sprachbelegen für Wendungen und Begriffe des Rotwelschen, Jiddischen und der jenischen Sprache. Der zweite Band enthielt eine Darstellung der Bandenkriminalität im Elsass sowie in zwei Abteilungen Biographien einzelner Beteiligter. Obwohl dieser Teil als genealogisches Informationsmittel nützlich ist, enthält er manche mit anderen Quellen unvereinbare Aussagen, wie das Beispiel des Kaufmanns Löser Ball aus Luckau zeigt.
Das im Selbstverlag erschienene Werk konnte für anderthalb Reichstaler ausschließlich durch den Autor bezogen werden und durfte nicht in Leihbibliotheken ausliegen. Doch wurde der Ankauf durch Obergerichte und andere Behörden von den Ministerien des Innern, der Justiz und der Polizei empfohlen. Vom preußischen König Friedrich Wilhelm IV. erhielt Thiele am 25. Oktober 1841 eine goldene Medaille als Anerkennung. Auch der Senat der Freien und Hansestadt Hamburg ehrte ihn am 15. Februar 1842  mit einer Goldmünze. Für Polizeibehörden galt das Buch als „schätzbarer Beitrag“, weil „die Sicherheitsbeamten im Hinblick auf die in dem Werke offen dargelegte Gemeinschädlichkeit der umherziehenden sogenannten Handelsjuden eine regere Wachsamkeit bethätigen werden“.
Doch stieß das Werk auch auf Widerspruch, da Thiele nicht nur aus Gerichtsakten, sondern auch aus Zeitungen und dubiosen mündlichen Quellen zitierte; „oft sind seine Quellen nichts als hingeworfene Aeußerungen solcher Personen, die er als die allerlügenhaftesten und unzuverlässigsten Menschen darstellt“, konstatierte ein Rezensent, weshalb sich „eine nicht unbedeutende Zahl durchaus vorwurfsfreier Leute unter die Diebe und Betrüger gestellt“ sähen, einschließlich ihrer Kinder, da die Nachkommenschaft der Genannten mit aufgelistet wurde. Der polizeiliche Nutzen der zehn bis fünfzehn Jahre alten Notizen und Personenbeschreibungen sei gering. Auch in der Allgemeinen Zeitung des Judentums wurden Kritik an der tendenziösen und teilweise plagiatorischen Nutzung jüdischer Schriften sowie Zweifel an der Kompetenz des Autors geäußert. „Wesentlich durch diese ungehörige Häufung von jüdisch-deutschen Bezeichnungen aus dem jüdischen Leben und durch ihre gewaltsame Hinüberziehung in die Gaunersprache hat Thiele diese mit dem Jüdisch-Deutschen identificirt, den Charakter und Zweck beider Ausdrucksformen verwirrt und leider auch die sittliche Geltung des Judenthums stark und übel afficirt.“
Allerdings wollte Thiele in erster Linie einen Beitrag zur Kriminalistik, eine Handreichung für die praktische Polizeiarbeit leisten und wies den Vorwurf der Judenfeindlichkeit zurück: „Warum soll ich dem Judenthum feindlich sein? Weil ich ein Christ bin? […] Oder weil meine amtliche Stellung mich viele Juden von moralisch schlechter Seite kennen lehrte? Ich habe noch weit mehr ebenso moralisch schlechte Christen gefunden und müßte dann aus demselben Grunde auch den Christen feindlich sein. […] Alles, worauf ich hinaus will, betrifft nur eine, jedem rechtlichen Staatseinwohner, er mag Christ oder Jude sein, gleich gefährliche Classe von Verbrechern, und die durch sie beunruhigte öffentliche Sicherheit.“ Sein Werk zielt nicht auf die Verunglimpfung der Juden ab wie die 1881 erschienene Hetzschrift Juda’s Ahnen-Saal, die in eindeutig antisemitischer Programmatik daran anzuknüpfen vorgab.

## Der Publicist
1845 gründete Thiele die erste volkstümliche juristische Zeitschrift in Deutschland. Neben der Darstellung von Fällen und Statistiken widmete sich Thiele vorwiegend dem Prozessrecht und forderte die Öffentlichkeit und Transparenz der Gerichtsverfahren. Der Jurist Joachim Rückert bezeichnet die Zeitschrift als „Langläufer“ und damit „echte Ausnahme“ unter den wenigen einschlägigen Journalen.
Vom ersten bis zum 29. Jahrgang (1874) gab Thiele neben vielen anderen Aktivitäten die Wochenzeitschrift Der Publicist heraus. Die Zeitschrift erschien anfangs mit wechselnden Untertiteln, die auch die politische Entwicklung vom Vormärz bis zur Reaktionsära widerspiegeln, und bei unterschiedlichen Verlagen:
- 1. und 2. Jg. (1845–1846) Liebmann, Berlin: Eine Zeitschrift zur Besprechung criminalistischer und administrativer Gegenstände, gesellschaftlicher und bürgerlicher Verhältnisse.
- 3. bis 5. Jg. (1847–1849) Springer, Berlin: Eine Zeitschrift zur Besprechung gerichtlicher und polizeilicher Gegenstände, gesellschaftlicher und bürgerlicher Verhältnisse in Beziehung auf jene Gegenstände.
- 6. Jg. (1851, Juli–Dezember) C. Schultze’s Buchdruckerei, Berlin: Eine Zeitung für öffentliches Recht und Gerichtsverfahren und für sociale Interessen.
- 7. und 8. Jg. (1852–1853), Weidle, Berlin: Eine Zeitung für Freiheit und Gesetz, für öffentliches Recht und Gerichtsverfahren.
- 9.–16. Jg. (1854–1861), Nöhring, Berlin: Zeitung für Recht und Gerichtsverfahren.

Nach 1848 berichtete das Blatt detailliert über die strafrechtliche Verfolgung revolutionärer Demokraten. Rüdiger Hachtmann hält es daher für eine „linksliberale Zeitschrift, deren Bedeutung für die politische (Willens-)Bildung der Berliner Bevölkerung […] gar nicht hoch genug eingeschätzt werden kann“, und stellt fest: „Allein die ausführliche und sachliche Berichterstattung des ‚Publicisten‘ über politische Prozesse […] trug wesentlich dazu bei, daß die demokratische und linksliberale Bewegung auch in der Ära Manteuffel trotz faktischem Vereins- und Versammlungsverbot in der Berliner Öffentlichkeit präsent blieb.“
Ab 1. Oktober 1858 erschien das Blatt täglich, später reduzierte sich die Frequenz des Erscheinens wieder auf drei Ausgaben pro Woche. Für 1869 bis 1870 ist eine Sonntagsbeilage unter dem Titel Berliner Brille. Vor und hinter den Coulissen, anfangs mit dem Untertitel Organ für Bühne und Leben (theatralisch und novellistisch) nachweisbar.
Seit 1853 fungierte Thieles Schwiegervater Johann Christian Nöhring, der zuvor als Partikulier im Berliner Adressbuch genannt war, als Verlagsbuchhändler und nahm die Zeitschrift Der Publicist in den Verlag. 1861 übernahm der Herausgeber selbst Verlag und Druck. Im September 1862 soll Der Publicist eine Auflage von 9000 Exemplaren erzielt haben.

## Weitere Aktivitäten
Durch seine freisinnigen Artikel handelte sich Thiele etliche Prozesse wegen Majestätsbeleidigung, Aufforderung zum Ungehorsam und anderen Pressvergehen ein. 1864 kam es sogar zu einem kurzzeitigen Berufsverbot.
Während der Revolution von 1848 wurde A. F. Thiele Bataillonskommandant der Berliner Bürgerwehr im Rang eines Majors. In diesem Zusammenhang wurde sein Name auch im Prozess gegen Benedikt Waldeck genannt. Dieser war mit fingierten Dokumenten des Hochverrats bezichtigt und vor ein Kriegsgericht gestellt worden; nach monatelangem Verfahren wurde er freigesprochen. Im Publicist protestierte Thiele gegen das gesetzwidrige Verfahren.
Ein ihm im Januar 1849 zur Last gelegtes gewaltsames Vorgehen durch Brandstiftung dementierte Thiele. Seit seiner Zeit beim Kammergericht war er mit Wilhelm Stieber befreundet, mit dem er gemeinsam gegen einen Redakteur der reaktionären Kreuzzeitung prozessierte; das Zusammenwirken mit dem in den 1850er Jahren als Polizeispitzel bekannten Stieber brachte Thiele bei Demokraten in Misskredit.
Im März 1851 wurde Thiele „zur Strafe für die literarische Thätigkeit“ an das Stadtgericht nach Beeskow versetzt. Im Dezember desselben Jahres wurde er wegen des Artikels Das neue preußische Strafgesetz in der Nr. 7 seiner Zeitschrift nach § 101 des Strafgesetzbuches zu zwei Monaten Haft verurteilt.
Offenbar führten diese Verfolgungsmaßnahmen zu einem Gesinnungswandel. Thiele wurde bis August 1854 Chefredakteur der offiziösen Berliner Morgenzeitung Die Zeit. Hier schrieb er im Auftrag des Ministeriums Manteuffel provokante Leitartikel gegen Österreich.
Als Unternehmer agitierte Thiele 1864 in seiner Zeitschrift Der Publicist gegen die Forderungen der Berliner Druckereigehilfen, denen er das Recht absprach, sich zur Durchsetzung von Lohnforderungen als Verein zu organisieren. 1873 wurde Thiele Delegierter des Deutschen Buchdrucker-Vereins für Berlin, einem Unternehmerverband, der gegen den gewerkschaftlichen Buchdruckerverband gegründet worden war, und nahm an Verhandlungen über einen Tarifvertrag teil.
Ab 1874 betrieb Thiele zusätzlich eine Theateragentur in Verbindung mit einer Ballettschule.
Infolge einer schweren Erkrankung verstarb Andreas Friedrich Thiele mit 61 Jahren in Berlin und wurde auf dem Alten Luisenstädtischen Kirchhof beigesetzt.

## Familie
Andreas Friedrich Thiele war seit etwa 1842 verheiratet mit Henriette Emilie, geb. Nöhring (* 9. März 1819 in Berlin; † 24. November 1892 in Schweidnitz); Tochter von Johann Christian Nöhring (1793–1864)  und der Louise Henriette, geb. Schulz (1797–1866). Die beim Tod der Mutter noch lebenden Kinder des Ehepaars waren Rudolf Thiele, von 1888 bis 1892 Erster Bürgermeister von Schweidnitz (* 26. Februar 1842 in Berlin; † 5. Februar 1902 in Schweidnitz), Emma Werner, geborene Thiele, in Niederschönhausen, Max Thiele, königlich-sächsischer Postrat in Dresden sowie die Journalisten Oscar Thiele und Felix Thiele in Berlin.

## Werke
- Die jüdischen Gauner in Deutschland, ihre Taktik, ihre Eigenthümlichkeiten und ihre Sprache, nebst ausführlichen Nachrichten über die in Deutschland und an dessen Grenzen sich aufhaltenden berüchtigten jüdischen Gauner. Nach Kriminalakten und sonstigen zuverlässigen Quellen bearbeitet und zunächst praktischen Kriminal- und Polizeibeamten gewidmet. 2 Bände. Band 1, Selbstverlag, Berlin 1841 (Digitalisat). 2. Auflage: 1842 (hathitrust.org); Band 2, in Commission bei C. Reimarus (Gropius’sche Buch- und Kunsthandlung), Berlin 1843, 1. Hälfte (A–L) hdl:2027/mdp.39015070876027. 2. Hälfte (M–Z).
- Der Publicist, Jg. 1 (1845) bis Jg. 28 (1874), Berlin (Digitalisat der Jahrgänge 1 (1845) bis 3 (1847) in der Staatsbibliothek zu Berlin).
- Offenes Sendschreiben an die zweite General-Versammlung der deutschen Vereine gegen das Branntweintrinken. Schepeler, Berlin 1845.
- De jure hereditario Borussico cum Romani juris principiis comparato. Berlin 1857.